# Virgen de la Amargura (Lorca)
La Virgen de la Amargura fue una obra realizada por Francisco Salzillo hacia 1755. Destruida en 1936, estaba ubicada en la Capilla del Rosario de Lorca, en Murcia (España).

## Historia

### Elaboración
La Archicofradía del Rosario, a la que pertenecía la imagen, fue fundada en la primera mitad del siglo xv, aunque no hay constancia documental de ella hasta finales de 1599. El 25 de marzo de 1753 se produjo la creación del Paso de Oficiales, compuesto por un total de setenta nazarenos penitentes y quince gallardetes con los misterios del Rosario; este paso tenía el cometido de procesionar el Viernes Santo las imágenes de Nuestra Señora del Rosario, Nuestro Padre Jesús con la Cruz a cuestas, la Virgen de la Amargura, San Juan, María Magdalena y la Verónica, motivo por el que en el periodo comprendido entre 1750 y 1756 se comisionó a Francisco Salzillo la hechura de la talla de la Virgen de la Amargura. Desde hace siglos se afirma que Salzillo se inspiró para su ejecución en las facciones de su mujer, Juana Vallejos y Martínez; de acuerdo con una antigua leyenda, un día el escultor, tras regresar a casa, fue recibido por su esposa como era costumbre, a lo que Salzillo respondió sin motivo aparente con insultos, hecho desconcertante puesto que ella se caracterizaba por ser una mujer honrada que además sentía admiración por su esposo. Completamente sorprendida y decepcionada por los improperios de Salzillo, su rostro empezó a exhibir un gesto notoriamente amargado, con los ojos llenos de lágrimas relucientes como perlas, la vista dirigida al cielo y los brazos abiertos como si estuviese pidiendo la intercesión de Dios, rasgos que sirvieron de inspiración a Salzillo a la hora de ejecutar la imagen.
De acuerdo con Cristóbal Belda Navarro, profesor de Historia del Arte en la Universidad de Murcia, la talla de la Virgen de la Amargura constituía una versión de la Dolorosa realizada por el propio Salzillo en 1755, hoy conservada en la Iglesia de Nuestro Padre Jesús de Murcia; del mismo modo que la Virgen de la Amargura, también la Dolorosa cuenta con una leyenda similar, en la que el escultor supuestamente engañó a su hermana haciéndole creer que su hijo había desaparecido, capturando en la talla la desesperación de la mujer. Pese a lo incierto de su cronología (algunas fuentes la fechan en torno a 1752 mientras que otras la sitúan hacia 1756), se cree que la Virgen de la Amargura debió ser ejecutada en torno a 1755 por ser esta la fecha de la hechura de la Dolorosa (en la que supuestamente está basada) y, sobre todo, por ser el año en que se creó el Paso de Nazarenos Blancos del Rosario, si bien independientemente de la datación la pieza se encuadra en la popular serie de Dolorosas de Salzillo, entre las que destaca, además de la Dolorosa de Murcia, la Virgen del Primer Dolor de la Cofradía del Prendimiento de Cartagena, facturada en 1750 la cual sobresale por ser la primera Dolorosa de vestir en el catálogo del imaginero. La Virgen de la Amargura fue adquirida por la Archicofradía del Rosario con fondos procedentes de la fundación de María Josefa García de Alcaraz y Castejón, de cuyo patronato dependía la hermandad, dándose el 1 de mayo de 1774 la curiosa circunstancia de que al nombrarse sacristán menor a Juan Antonio Ayala Pérez Chuecos, entre sus funciones se encontraba la «de que cuando se desnude a la Virgen del Rosario, ponerla en su lugar, y lo mismo con la imagen de Jesús y Señora de la Amargura». En lo tocante a los cortejos procesionales, consta su participación en los desfiles desde su llegada a Lorca acompañada por la Virgen del Rosario, aunque para comienzos del siglo xix la Virgen de la Amargura era la única imagen en procesionar el Viernes Santo, siendo posteriormente nombrada patrona de la Archicofradía del Rosario.: 334  A este respecto cabe destacar el cuarto punto de la petición efectuada por los miembros del Paso de Nazarenos Blancos del Rosario en 1852, donde estos afirmaban que la efigie de la «Soberana Señora en su advocación del Rosario» ya no tenía cabida en el desfile procesional de la archicofradía.: 66 

### Desamortización
Sobre los ingresos obtenidos por la archicofradía gravitaba la Real Orden de 15 de septiembre de 1798, la cual tenía efecto especialmente sobre los bienes legados por Alcaraz y Castejón, que pasaron a convertirse en «lámina de deuda corriente del 5 por ciento no negociable núm 22 028»; de esta lámina respondía la Dirección General de la Deuda del Estado por la cantidad de 217 450 reales y 32 maravedís. En 1821, debido a la orden de supresión del Convento de Santo Domingo (sede de la Capilla del Rosario, donde estaba emplazada la Virgen de la Amargura) y la exclaustración de los frailes, se aportaron pruebas para el reconocimiento «que se debe a la expresada Archicofradia del Rosario el libre uso de la capilla colindante con el Convento de Santo Domingo, por ser exclusivamente de la propiedad y pertenencia de aquella y no del citado convento, como equivocadamente se supone». En este documento (consistente en un poder) constaba la firma de Mariano Barranco, presidente de la Hermandad de Labradores, y el mismo fue entregado a Mariano Gil Castroverde con el fin de demostrarse la legítima propiedad de la capilla «ante el tribunal, jueces a oficinas que corresponda», gracias a lo cual se evitó que en 1836 el espacio resultase afectado por la desamortización, siendo las imágenes de la iglesia conventual transferidas a la capilla tras la subasta del cenobio.: 66 

### Desaparición

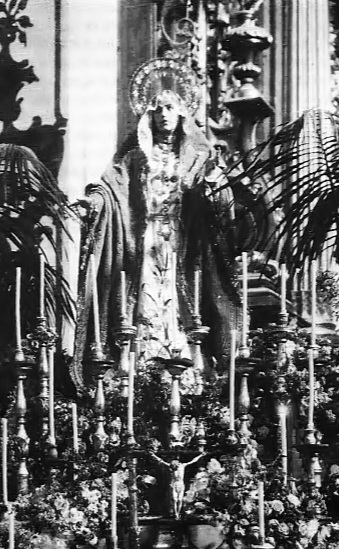
Talla de la Virgen de la Amargura en un altar improvisado con motivo de los actos de la Salve.

#### Contexto
Tanto la Virgen de la Amargura como el resto de imágenes de la archicofradía serían destruidas en 1936. La violencia contra la Iglesia católica se había desatado ya en 1931 con la proclamación de la Segunda República, lo que desencadenó la conocida como «quema de conventos». En Lorca el sentimiento anticlerical se manifestó por vez primera el 1 de mayo de 1933 con la frustrada petición de que se suprimiese la enseñanza de carácter religioso. A mediados de agosto de 1936, poco después del estallido de la guerra civil, tuvo lugar el asalto a los templos de la ciudad, resultando el patrimonio religioso de Lorca destruido en cuestión de horas mediante la quema de más de trescientas tallas y la mayor parte de los retablos.

#### Destrucción
A Lorca llegó un grupo de republicanos procedente de Molins de Rey el cual se dedicó a saquear, quemar iglesias y asesinar a todos aquellos religiosos con los que se encontraron; esta turbamulta, conocida por las altas esferas, estaba dirigida por Manuel Marín Mula, oriundo de Lorca y residente en aquel entonces en Molins de Rey. Poco antes de que el grupo de republicanos entrase en la ciudad murciana, el acaudalado Francisco Quiñonero (miembro de la Hermandad de Labradores y a la postre su presidente), recibió por teléfono el aviso de la llegada de la turba; la persona que proporcionó esta información era un militar lorquino que se comunicó desde la Escuela Popular de Guerra de Paterna, de la que era alumno y donde Marín Mula había efectuado una parada en su ruta hacia Lorca. El objetivo de esta llamada era poner sobre aviso a Quiñonero con el fin de que dispusiese de tiempo suficiente para salvar todas las obras de arte sacro posibles, sobre todo los pasos de Semana Santa, destacando el hecho de que el militar pertenecía a la Archicofradía del Rosario, con la que la Hermandad de Labradores mantenía cierta rivalidad aún hoy vigente. En su llamada, el militar había pedido además que se diese aviso a su familia para que esta, en la medida de lo posible, rescatase la imagen de la Virgen de la Amargura, si bien dos factores impidieron que la talla se salvase: Quiñonero, por razones desconocidas (tal vez por ser miembro de la Hermandad de Labradores), nunca llegó a transmitir este mensaje a la familia del militar, mientras que Marín Mula, al igual que Quiñonero, pertenecía a la Hermandad de Labradores, cuya sede se encontraba en la Capilla de la Beneficencia, la cual logró salvarse únicamente por el hecho de hallarse integrada en el edificio donde se ubicaba el Hospital de San Francisco, el mayor de Lorca.
La tarde del 14 de agosto, los republicanos forzaron la puerta de la Capilla del Rosario mediante golpes propinados con picos de albañil; tras acceder al templo, destruyeron la totalidad de los muebles (las sillas, los bancos, los reclinatorios, los retablos y el órgano) así como los cristales (las lámparas de araña que colgaban de la cúpula y del arco formero anterior fueron dejadas caer al vacío) y las imágenes, las cuales fueron arrojadas al suelo, robando algunos de los asaltantes los objetos de valor allí guardados. Varios de los saqueadores se vistieron con los ornamentos sacerdotales y se dedicaron a bailar con el fin de burlarse de la autoridad eclesiástica, siendo las imágenes sacadas a rastras de la capilla con cuerdas atadas a los cuellos de las figuras. La Virgen de la Amargura fue decapitada y la cabeza dejada irreconocible al ser pateada por varios niños que la utilizaron como balón de fútbol improvisado, siendo posteriormente arrojada al río Guadalentín.

### Sustitución
La imagen de Salzillo, del todo irrecuperable, fue sustituida en 1939 por una talla comisionada por Antonio Plazas Vilches; residente en Málaga, Vilches era miembro de la Archicofradía del Rosario y encargó la pieza al reconocido escultor Amadeo Ruiz Olmos para después regalarla a la hermandad. Esta talla fue recibida con gran entusiasmo por las damas, los mayordomos y, en general, por todos los cofrades, si bien la misma difería de la obra de Salzillo en lo tocante a la fisonomía, lo que llevaría al encargo de una nueva imagen más similar a la talla perdida. Con algunas reservas debido a que varios cofrades se mostraron críticos con respecto al reemplazo, finalmente en 1949 el Coro de Damas de la Virgen de la Amargura (fundado el 15 de diciembre de 1912): 194  comisionó la hechura de una nueva talla a José Sánchez Lozano; el escultor realizó tres imágenes, de las cuales se escogió la que más semejanzas guardaba con la obra de Salzillo, llegando a Lorca el 15 de abril la nueva Virgen de la Amargura, muy similar por otro lado a la talla de Nuestra Señora de las Lágrimas facturada en 1939 por Antonio Carrión Valverde para Cabezo de Torres. Respecto a la talla de Olmos, desaparecida tras su sustitución, una versión sostiene que la madera se rajó, lo que provocó que la imagen dejase de ser apta para el culto y las procesiones, mientras que otra asegura que Lozano la retalló para crear la actual imagen de la Verónica, si bien hay constancia de que dicha talla fue elaborada enteramente por Lozano y adquirida por el Coro de Damas de la Virgen de la Amargura en 1950, siendo tal vez la proximidad de la fecha de la desaparición de la imagen de Olmos y la fecha de la creación de la talla de Lozano la que dio lugar a este relato.

## Descripción

### Talla
La Virgen de la Amargura era una imagen de vestir de 150 cm de altura la cual contaba con la cabeza (cabello incluido), las manos y los pies tallados, siendo el resto del cuerpo un armazón. La Virgen tenía los brazos abiertos en un gesto declamatorio a la vez que sumiso y lucía la cabeza levemente erguida con la vista dirigida a lo alto en actitud de desolación. Es posible que al igual que la Dolorosa de Murcia, la Virgen de la Amargura tuviese los ojos hechos a base de cáscara de huevo, destacando lágrimas de cristal surcando su rostro, detalle que acentuaba el dramatismo de la escena junto con la abertura de los brazos, que a su vez dotaba a la obra de viveza y cierto carácter teatral. Siguiendo el esquema de un gran número de Dolorosas del barroco, Salzillo representó a la Virgen como una mujer joven, aspecto patente a lo largo de su catálogo el cual remite a las Inmaculadas de Bartolomé Esteban Murillo, de rostros típicamente adolescentes. La juventud plasmada en la imagen lorquina contrastaba fuertemente con la blancura de la policromía, de un aspecto casi marmóreo como la Dolorosa murciana, roto solo por el tono sonrosado de las mejillas, lo que junto a las lágrimas y los claroscuros de los ojos mostraba las dos facetas con las que Salzillo buscaba siempre representar a la Virgen: la humana y la divina.

### Ajuar
En lo relativo al ajuar, cabe destacar el traje de gala que estrenó en 1902: 182  y, sobre todo, el bordado del manto estrenado en 1928, obra que finalizó el periodo clásico del bordado lorquino, iniciado en 1905 con el bordado del manto azul de la Virgen de los Dolores. La elaboración de los bordados fue dirigida por Emilio Felices desde sus inicios, en 1910, siguiendo todas las piezas la técnica del punto corto o punto español Felices, si bien en la confección del manto participó también José Cánovas.: 176–177  Este no fue sin embargo el primer manto que lució la imagen; el primero, estrenado el Viernes Santo de 1905, fue diseñado por Luis Rosignoli y bordado en la residencia de Paca Terrer, camarera  de la Virgen. Por otro lado, destaca el acta de la reunión celebrada por el Coro de Damas de la Virgen de la Amargura el 28 de enero de 1913, donde se indica quién quedaba a cargo del inventario de la imagen:

Que todo el contenido del inventario sería siempre propiedad del Coro de la Amargura y que ninguna persona de las que ha contribuido y lo hagan en el futuro a realzar las obras, con su dinero o aportación personal, tendría derecho a retribución alguna, ya que todo está realizado para el mayor esplendor y realce de la Virgen de la Amargura.: 206 

### Trono

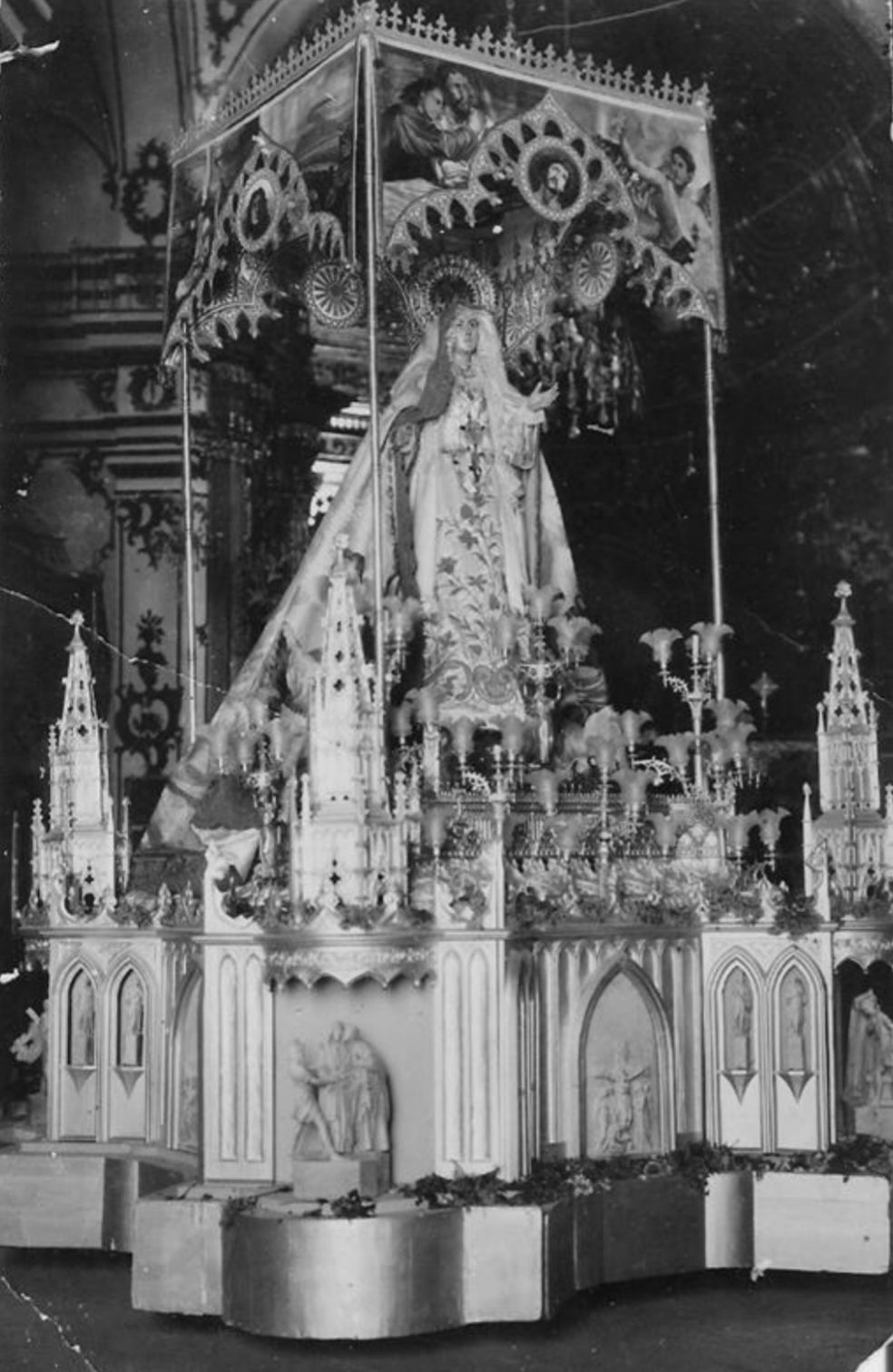
Trono de la Virgen de la Amargura iluminado con luz eléctrica.

En lo tocante al trono en el que procesionaba, se conoce la existencia de unas andas de sencilla factura realizadas en madera que fueron reemplazadas en 1905 por otras de plata de meneses en estilo neogótico las cuales consistían en una peana con forma de prisma y gran altura en la que figuraba el anagrama de la Virgen y una crestería interna donde aparecían los instrumentos de la Pasión. Por su parte, el perímetro exterior llevaba en el frente una elaborada ornamentación a base de sucesiones de arcos apuntados, con las esquinas achaflanadas decoradas con unas figurillas aladas de corte modernista que servían de apoyo a los candeleros de las esquinas. Pensando en la incorporación del palio que se había empezado a confeccionar pocos años antes, en 1915 se construyó un trono de madera rodante también en estilo neogótico al que se adaptó el trono anterior. Esta nueva obra se caracterizaba por su decoración a base de pináculos y tracerías y se componía de un total de cuatro varales tallados en madera de base cuadrada y rematados por una crestería sobre la que se dispuso el palio, estrenado en la Semana Santa de 1919: 334–335  (este palio, que en principio iba a contar con el Paño de las Flores como techo, fue diseñado por Felices).: 177  A nivel estructural, la ornamentación consistía en sucesivas hornacinas de madera en las que constaban dieciséis figuritas que, a imagen y semejanza de los cuatro grupos de imágenes exentas de los cuatro ángulos y los cuatro alto relieves de los costados, estos últimos insertados en los vanos más grandes como si fuesen portadas góticas, representaban alegorías de la Pasión y estaciones del vía crucis.: 335  La instalación del alumbrado público hizo posible abandonar en 1930 los cirios e iniciar el empleo de luz eléctrica para la iluminación de los tronos; concretamente, al de la Virgen de la Amargura se le instaló un sistema innovador que permitía que el mismo se pudiese ir conectando a las tomas de corriente habilitadas a lo largo del trayecto, procediéndose a utilizar por primera vez iluminación eléctrica alimentada con baterías de automóvil en 1935 (ya en 1931 se habían introducido, por otro lado, adornos a base de flores naturales).: 184  El trono, modificado con el paso de los años y salvado de la destrucción, sería reemplazado por el actual en 1943.: 335 

## Legado
La Virgen de la Amargura destacaba entre la imaginería lorquina por ser una de las piezas más valiosas a nivel artístico así como por tratarse de una de las obras más importantes del catálogo de Salzillo. Su popularidad llevó a que el músico José María Munuera compusiese en 1928 una «Misa» y un «Stabat Mater» en honor a la imagen,: 221  destacando igualmente la «Salve a la Virgen de la Amargura», pieza que en 1934 fue dirigida conjuntamente por Juan Miguel Navarro y el ilustre pianista Marcelino Pastor Caro.: 253  Por último, resulta de interés un taller el cual tenía por nombre Taller-Escuela Virgen de la Amargura, centro del que Felices fungiría como primer director.: 177 